# Kléber Piot
Kléber Piot (Saint-Denis, 20 d'octubre de 1920 - Enghien-les-Bains, 5 de gener de 1990) va ser un ciclista francès que fou professional entre 1943 i 1952. En el seu palmarès destaca el Critèrium Internacional de 1946 i la sisena posició al Tour de França de 1950.

## Palmarès
- 1944
  - 1r del Tour de París
- 1946
  - 1r del Critèrium Internacional
- 1947
  - 1r del Premi de Guidon Agenais amb Louis Caput
- 1951
  - Vencedor d'una etapa de la Volta al Marroc

### Resultats al Tour de França
- 1947. 25è de la classificació general
- 1948. 13è de la classificació general
- 1950. 6è de la classificació general